# Synagoga Bialska we Wrocławiu (pl. Bohaterów Getta 3)
Synagoga Bialska we Wrocławiu – nieistniejąca synagoga terytorialna, która znajdowała się we Wrocławiu, przy placu Bohaterów Getta 3.
Synagoga została założona w 1832 roku. Została przeniesiona ze starej siedziby mieszczącej się przy ulicy Szajnochy 7-8. W 1892 roku została zamknięta. Budynek został zniszczony w 1945 roku. Dziś w tym miejscu znajduje się pomnik bohaterów warszawskiego getta.